# Grochowa (Trzebnica)
Pour les articles homonymes, voir Grochowa.
Grochowa est une localité polonaise de la gmina de Zawonia, située dans le powiat de Trzebnica en voïvodie de Basse-Silésie.